# 米勒斯堡 (明尼蘇達州)
米勒斯堡（英語：Millersburg）是位於美國明尼蘇達州賴斯縣福雷斯特鎮區的一個非建制地區。

## 歷史
米勒斯堡於1857年設立，得名自建立者喬治·W·米勒（George W. Miller）。

## 地理
米勒斯堡所處的海拔為高於海平面328米（即1076英呎），而該地所採用的時區為UTC-6，即北美中部時區（CST）。同時該地設有夏令時間，為UTC-6調快一小時，即UTC-5（CDT）。